# Jewgeni Iwanowitsch Sababachin

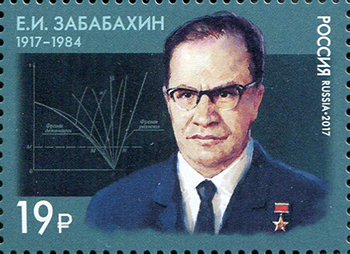
Jewgeni Iwanowitsch Sababachin (1917–1984) – sowjetischer Physiker

Jewgeni Iwanowitsch Sababachin (russisch Евгений Иванович Забабахин, wiss. Transliteration Evgenij Ivanovič Zababachin; * 3. Januarjul. / 16. Januar 1917greg. in Moskau; † 27. Dezember 1984 in Sneschinsk) war ein russischer Physiker.

## Leben
Sababachin absolvierte 1936 das Maschinenbautechnikum und arbeitete dann in einer Kugellagerfabrik. 1938 wurde er in die physikalische Fakultät der Universität Moskau (MGU) aufgenommen. Bei Beginn des Deutsch-Sowjetischen Krieges wurde er zur Roten Armee einberufen und zum Studium an die Moskauer Militärakademie für Ingenieure der Luftstreitkräfte „Prof. N. J. Schukowski“ geschickt. Nach dem Abschluss des Studiums 1944 folgte die Adjunktur entsprechend der Aspirantur bei Jakow Borissowitsch Seldowitsch. Gleichzeitig lehrte er am Lehrstuhl für Ballistik der Militärakademie. 1947 verteidigte er seine bei Dimitri Alexandrowitsch Wentzel angefertigte Kandidat-Dissertation über Prozesse in einer konvergenten Schockwelle.
Im Rahmen des Sowjetischen Atombombenprojekts wurde Sababachin zunächst im Moskauer Institut für Chemische Physik der Akademie der Wissenschaften der UdSSR (AN-SSSR, seit 1991 Russische Akademie der Wissenschaften (RAN)) angestellt. Im Frühjahr 1948 kam er in das geheime Konstruktionsbüro KB-11, das das Allrussische Forschungsinstitut für Experimentalphysik WNIIEF in der Geschlossenen Stadt Sarow wurde. Dort beteiligte er sich an der Entwicklung der ersten sowjetischen Atombombe.
1955 wechselte Sababachin an das gerade gegründete Allrussischen Forschungsinstitut für Technische Physik WNIITF in der Geschlossenen Stadt Sneschinsk. Er war Stellvertreter des wissenschaftlichen Leiters und Leiter der Theorie-Abteilung. Im Mittelpunkt seiner Arbeit stand die Konzentrierung von Energie. Die dortigen Entwicklungen führten zur Wasserstoffbombe für die sowjetische Armee. 1958 wurde er Korrespondierendes Mitglied der AN-SSSR. Ab 1960 leitete er das WNIITF. 1968 wurde er zum Wirklichen Mitglied der AN-SSSR gewählt.
Sababachin hatte einen Sohn Igor.
Das WNIITF trägt jetzt Sababachins Namen, und eine Sneschinsker Straße ist nach ihm benannt. Auf dem Sneschinsker Städtischen Friedhof steht ein Sababachin-Grabdenkmal des Bildhauers A. S. Gilew. 2017 gab die Post Russlands eine Gedenkbriefmarke und einen Ersttagsbrief heraus.

## Ehrungen, Preise
- Medaille „Sieg über Deutschland“ (1945)
- Stalinpreis II. Klasse (1949)
- Leninorden (1949, 1954, 1966, 1975, 1981)
- Stalinpreis I. Klasse (1951, 1953)
- Medaille „Für Verdienste im Kampf“ (1953)
- Held der sozialistischen Arbeit (1954)
- Leninpreis (1958)
- Medaille „Für einwandfreien Dienst“ II. Klasse (1959), I. Klasse (1962)
- Orden der Oktoberrevolution
- Orden des Roten Banners der Arbeit (zweimal)
- Jubiläumsmedaille „Zum Gedenken an den 100. Geburtstag von Wladimir Iljitsch Lenin“ (1970)
- Keldysch-Goldmedaille der AN-SSSR (1984)
- Ehrenbürger der Stadt Sneschinsk